# کیم سو-آن
کیم سو-آن (به انگلیسی: Kim Su-an) (زاده ۲۶ ژانویه ۲۰۰۶) بازیگر اهل کره جنوبی است.
از فیلم‌های معروف او می‌توان به بازی در قطار بوسان و ۴۹ روز همراه با خدایان ۱ اشاره کرد.